# Barbus pobeguini
Barbus pobeguini е вид лъчеперка от семейство Шаранови (Cyprinidae). Видът не е застрашен от изчезване.

## Разпространение и местообитание
Разпространен е в Буркина Фасо, Гамбия, Гвинея, Гвинея-Бисау, Кот д'Ивоар, Мавритания, Мали и Сенегал.
Обитава сладководни басейни, крайбрежия и реки.

## Описание
На дължина достигат до 5,4 cm.